# دوري بابوا غينيا الجديدة لكرة القدم 2015–16
دوري بابوا غينيا الجديدة لكرة القدم 2015–16 (بالإنجليزية: 2015–16 Papua New Guinea National Soccer League)‏ هو موسم من دوري بابوا غينيا الجديدة لكرة القدم. فاز فيه لاي سيتي.